# بيز بيفيرين
بيز بيفيرين (بالإنجليزية: Piz Beverin)‏ هو أحد جبال سلسلة جبال الألب ليبونتيني ويقع في كانتون غراوبوندن في سويسرا. يحتل المرتبة رقم 210 في قائمة جبال سويسرا من حيث الارتفاع، إذ يبلغ ارتفاعه حوالي 2998 متر، بينما يبلغ ارتفاع نتوء الجبل 396 متر، هذا وقد سجل أول وصول لقمة الجبل عام 1707.